# 聖母安息主教座堂 (克盧日-納波卡)
聖母安息主教座堂（羅馬尼亞語：Catedrala Adormirea Maicii Domnului）是位於羅馬尼亞城市克盧日-納波卡的一座東正教的教堂。教堂修建於1923年至1933年期間。教堂內的壁畫是由當地的美術大學教授所繪。